# Кроштуле
Кроштуле су традиционални слаткиш из Далмације и Истре, који је такође популаран у приморској Словенији као хроштуле .Прави се тако што се тесто пржи у врелом уљу.
1. ↑  „Krostule”. Carmen Cuisine. Архивирано из оригинала 4. 3. 2016. г. Приступљено 9. 2. 2012.